# Montélimar
Montélimar [mɔ̃telimaʁ] ist eine französische Stadt und Gemeinde mit 40.356 Einwohnern (Stand 1. Januar 2022) im Département Drôme (Region Auvergne-Rhône-Alpes). Die Einwohner bezeichnen sich als Montiliens.

## Geographie
Die Stadt liegt am Rande der Provence, im Tal der Rhone, zwischen Valence und Orange. Am westlichen Stadtrand verläuft ein schiffbarer Abkürzungskanal der Rhône, der nach der Stadt Canal de dérivation de Montélimar benannt ist. In diesen mündet auch der Nebenfluss Roubion ein, nachdem er Montélimar durchquert hat.

## Geschichte
Montélimar entstand um ein Schloss der Familie Adhémar aus dem 12. Jahrhundert. Die Familie gab der Stadt ihren Namen. Montélimar ist abgeleitet von Petit Mont d’Adhémar („kleiner Berg der Adhémar“). Das Schloss und die historische Altstadt sind bis heute erhalten.
An der Befreiung der Stadt Montélimar und Umgebung waren US-Soldaten und Résistance-Kämpfer der FFI beteiligt. Ein erster Versuch war im Juli 1944 von der Wehrmacht nieder geschlagen worden. Wenige Tage nach der alliierten Landung in der Provence am 15. August 1944 gab Hitler den Befehl zum Rückzug aus dem Südwesten und Süden Frankreichs durch das Rhonetal. Alliierte und Résistance versuchten, den Rückzug der Deutschen aufzuhalten bzw. zu verzögern. Zwischen dem 21. und 28. August gab es heftige Kämpfe in und um Montélimar. Bilanz am 29. August: hohe deutsche Verluste, mehrere tausend Tote, Gefangene, Verwundete sowie Fahrzeuge, überall lagen Leichen und Teile von Kriegsgerät herum.

### Bevölkerungsentwicklung
| Einwohner                  | 13.282 | 19.999 | 26.748 | 28.058 | 29.161 | 29.982 | 31.344 |
| Jahr                       | 2007   | 2016   |        |        |        |        |        |
| Einwohner                  | 33.800 | 38.692 |        |        |        |        |        |
| Quellen: Cassini und INSEE |        |        |        |        |        |        |        |

## Sehenswürdigkeiten
Das Château des Adhémar ist eine auf einem Hügel errichtete romanische Wohnburg. Sie wurde von der Familie Adhémar im späten 12. Jahrhundert erbaut und gilt als bedeutendstes Beispiel mittelalterlicher Architektur im mittleren Rhonetal. Die Burg war von 1340 bis 1383 päpstlicher Besitz und diente vom 15. bis Anfang des 20. Jahrhunderts als Gefängnis. Von der Burg erhalten sind noch eine Kapelle aus dem 11. und Wohnräume aus dem 12. Jahrhundert. Die Burg ist bereits seit 1889 ein Monument historique.
Nach der Jahrtausendwende wurde in der Burg zeitgenössische Kunst ausgestellt, mittlerweile befinden sich hier didaktische Angebote, die insbesondere Kindern die Burg selbst näher bringen sollen. Das Museum für zeitgenössische Kunst (Musée d'art contemporain) befindet sich nun in einer ehemaligen Kaserne im Norden des Stadtkerns.
|  |  |  |

Die Collégiale Sainte-Croix (Heilig-Kreuz-Kirche) geht bis auf das 12. Jahrhundert zurück und ist seit 2008 ein Monument historique.

## Verkehr

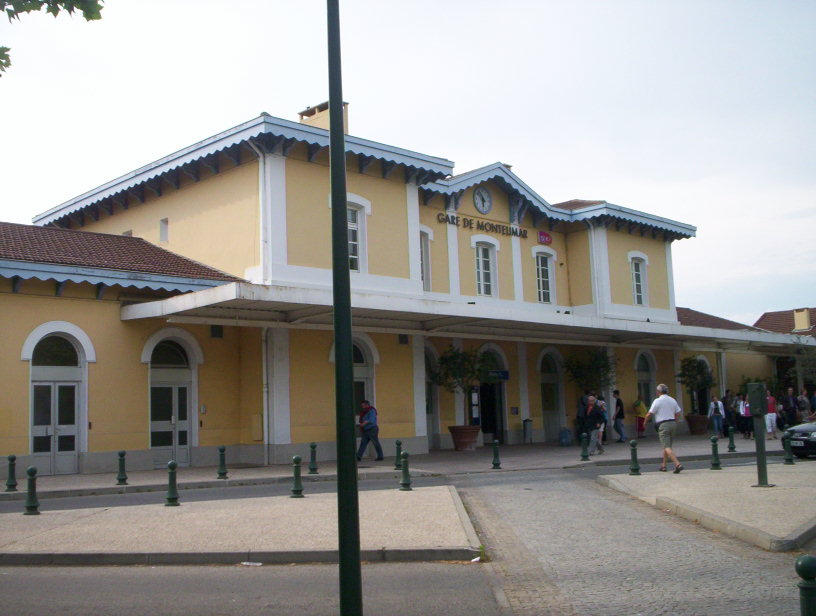
Empfangsgebäude des Bahnhofs

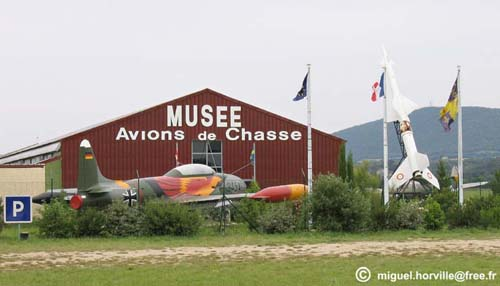
Musée européen de l’aviation de chasse

Montélimar liegt an der Bahnstrecke Paris–Marseille. Der Bahnhof wurde am 29. Juni 1854 von der Compagnie du chemin de fer de Lyon à la Méditerranée eröffnet, die 1857 in der Compagnie des chemins de fer de Paris à Lyon et à la Méditerranée (PLM) aufging. Von 1893 bis 1934 war er zudem Endpunkt der Schmalspurbahn Montélimar–Dieulefit. Aktuell wird er von TGV-Hochgeschwindigkeitszügen und Regionalzügen des TER Auvergne-Rhône-Alpes bedient.
Die Stadt wird von der Nationalstraße N 7, die von Paris bis zur Grenze nach Italien bei Menton führt, durchquert. Östlich der Stadt verläuft die Autobahn A 7, die Autoroute du Soleil, von Lyon nach Marseille. Es bestehen die Autobahnanschlussstellen Montélimar-Nord (17) und Montélimar-Sud (18).
Im Nordwesten der Stadt liegt der Flugplatz Aérodrome de Montélimar. Auf dessen Gelände befindet sich das Musée européen de l’aviation de chasse, das Jagdflugzeuge und Luftschiffe präsentiert.

## Kulinarische Spezialitäten

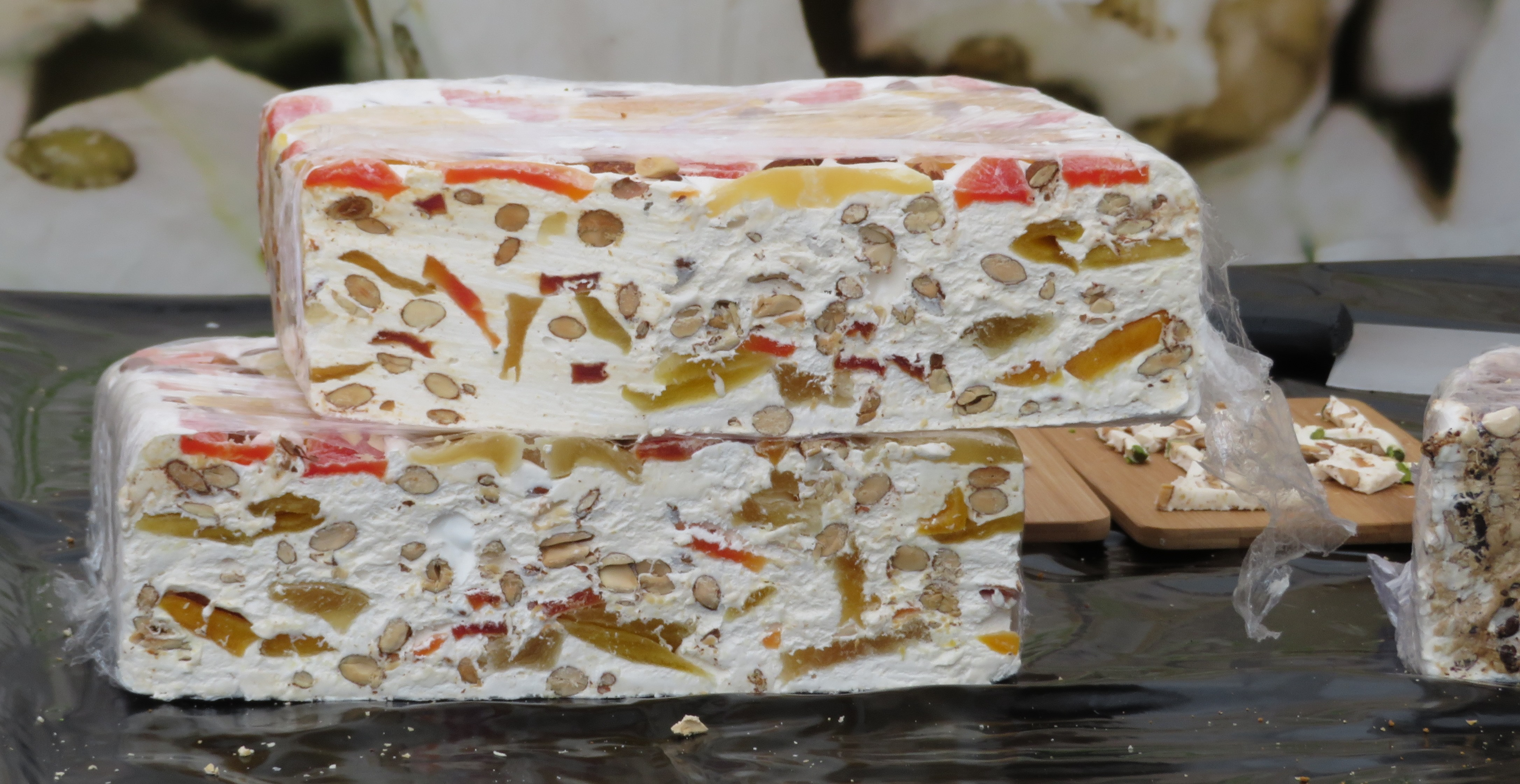
Montélimarnougat

Montélimar gilt als Hauptstadt des Nougat. Für den Montélimarnougat werden provenzalischer Honig und Mandeln aus der Umgebung verarbeitet.
Auch Weinbau wird in der Stadt betrieben.

## Städtepartnerschaften
Montélimar hat Städtepartnerschaften geschlossen mit
- seit 1957:  Racine (Vereinigte Staaten)
- seit 1964:  Rivoli (Italien)
- seit 1965:  Ravensburg (Deutschland)
- seit 1993:  Aberdare (Vereinigtes Königreich)
- seit 2001:  Nabeul (Tunesien)
- seit 2010:  Mollet del Vallès (Spanien)
- seit 2011:  Sissian (Armenien)

## Persönlichkeiten
- Ismaël Joffroy Chandoutis (* 1988), Videokünstler
- Thierry Cornillet (* 1951), Politiker
- Louis Deschamps (1846–1902), Maler
- Louis de Freycinet (1779–1842), Entdecker
- Louis Henri de Saulces de Freycinet (1777–1840), Marineoffizier und Kolonialgouverneur
- Sylvain Guintoli (* 1982), Motorradrennfahrer
- Marianne James (* 1962), Sängerin
- Émile Loubet (1838–1929), Präsident Frankreichs von 1899 bis 1906
- Jean-Marc Micas (* 1963), römisch-katholischer Ordensgeistlicher, Bischof von Tarbes und Lourdes
- Alain Michel (* 1953), Motorradrennfahrer
- Rodrigo Obregón (1951–2019), kolumbianischer Schauspieler
- Antoine Penchenier († 1761), Arzt und Enzyklopädist
- Charles Pic (* 1990), Autorennfahrer
- Arthur Pic (* 1991), Autorennfahrer
- François Hilarion Point (1759–1798), General der Infanterie
- Robert Planel (1908–1994), Komponist
- Michèle Rivasi (1953–2023), Politikerin und Lehrerin

## Trivia

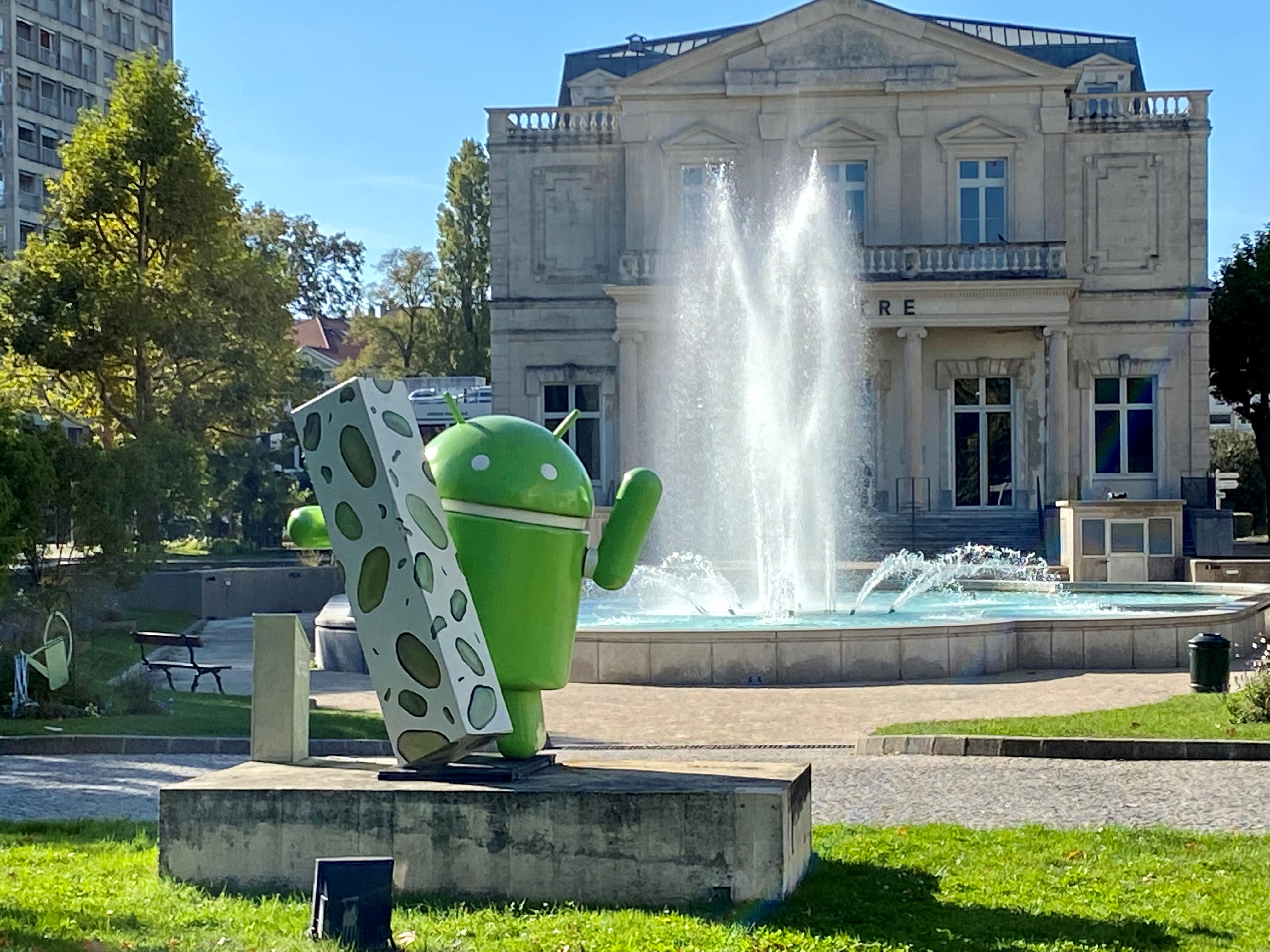
Googles Android-Maskottchen mit Nougat-Riegel

Das Unternehmen Google Inc. hat im September 2016 der Stadt Montélimar, die als Hauptstadt des Nougats gilt, eine Bugdroid-Figur gespendet, die einen Nougat-Riegel in der Hand hält, da der Codename der zu diesem Zeitpunkt aktuellen Version des Betriebssystems Android 7.0 Nougat war. Damit hat Google erstmals außerhalb seines Betriebsgeländes eine Figur des Android-Maskottchens aufgestellt.